# Сесто-Фьорентино
Сесто-Фьорентино (итал. Sesto Fiorentino) — коммуна в Италии, располагается в регионе Тоскана, в провинции Флоренция.
Население составляет 46 926 человек (2008 г.), плотность населения составляет 962 чел./км². Занимает площадь 49 км². Почтовый индекс — 50019. Телефонный код — 055.
Покровителем коммуны почитается святой Мартин Турский, празднование 11 ноября. 
В Сесто-Фьорентино родился пианист и композитор Ренато Броджи (1873—1924), представитель позднего романтизма в итальянской музыке.

## Демография
Динамика населения:

## Администрация коммуны
- Официальный сайт: http://www.comune.sesto-fiorentino.fi.it